# Cyphomyrmex castagnei
Cyphomyrmex castagnei är en myrart som beskrevs av Mackay och Martha Lucia Baena 1993. Cyphomyrmex castagnei ingår i släktet Cyphomyrmex och familjen myror. Inga underarter finns listade i Catalogue of Life.